# 沼津国際カントリークラブ
沼津国際カントリークラブ（ぬまずこくさいカントリークラブ）は、静岡県沼津市にあるメンバーシップ制のゴルフ場。

## 概要
沼津国際カントリークラブは、1975年（昭和50年）5月18日、母体が地元沼津市の「山田車体工業」によって開場され、「足高観光開発」によって運営されている、ゴルフコースの設計は春日井薫が行った。コースからは駿河湾が一望できる愛鷹山の裾野に展開し、丘陵コースだが広くフラットで微妙なアンジュレーションがある。

## 所在地
〒410-0001 静岡県沼津市足高字尾ノ上441-334

## コース情報
- 開場日 - 1975年5月18日
- 設計者 - 春日井 薫
- 面積 - 1,200,000m2（約36.3万坪）
- コースタイプ - 丘陵コース
- コース - 10,158ヤード、27ホールズ、パー108、コースレート 富士コース70.9 箱根コース69.7 天城コース69.7
- グリーン - 2グリーン、ニューベント
- フェアウェイ - コーライ
- ラフ - ノシバ
- ハザード - バンカーの105、池が絡むホール2
- プレースタイル - 乗用カート(５人乗り)リモコン式
- 練習場 - 16打席、270ヤード
- 休場日 - 毎週月曜日、12月31日、1月1日[3]

## クラブ情報
- ハウス面積 - 7,323m2（2,215.2坪）
- ハウス設計 - 株式会社 久米設計[3]

## ギャラリー
- クラブハウス - 「沼津国際カントリークラブ」、フォトギャラリー[4][5][6]
- ゴルフコース - 「沼津国際カントリークラブ」、コースレイアウト[7]

## 交通アクセス
- 鉄道 - 東海道新幹線 - 三島駅よりタクシー利用 約30分
- 道路 - 東名高速道路 -  沼津ICより 約15分[8]

## 関連文献
- 『ゴルフ場ガイド 東版』2006-2007、「沼津国際カントリークラブ（静岡県）」、東京 ゴルフダイジェスト社、2006年5月、国立国会図書館蔵書、2020年7月2日閲覧
- 『ゴルフ場セミナー』、「GOURMET RESTAURANT(193) 顧客の声を大切に 食の満足度を高める 沼津国際カントリークラブ」、山田忠昭・深井一也・石坂晴之著、東京 ゴルフダイジェスト社、国立国会図書館蔵書、2020年7月2日閲覧

## 周辺情報
- 沼津鉄鋼団地簡易郵便局
- ネバーランドホースパーク
- クレマチスの丘
- 富士エースゴルフ倶楽部
- 三島ゴルフ倶楽部
- ファイブハンドレッドクラブ
- 愛鷹シックスハンドレッドクラブ